# العلاقات الأرمينية البوليفية
العلاقات الأرمينية البوليفية هي العلاقات الثنائية التي تجمع بين أرمينيا وبوليفيا.

## مقارنة بين البلدين
هذه مقارنة عامة ومرجعية للدولتين:
| وجه المقارنة                                              | أرمينيا                    | بوليفيا                                          |
| --------------------------------------------------------- | -------------------------- | ------------------------------------------------ |
| المساحة (كم2)                                             | 29.74 ألف                  | 1.10 مليون                                       |
| عدد السكان (نسمة)                                         | 2.93 مليون                 | 11.05 مليون                                      |
| الكثافة السكانية (ن./كم²)                                 | 98.52                      | 10.05                                            |
| العاصمة                                                   | يريفان                     | سوكري، لاباز                                     |
| اللغة الرسمية                                             | لغة أرمنية                 | اللغة الإسبانية، اللغة الأيمرية، كتشوا، غوارانية |
| العملة                                                    | درام أرميني                | بوليفاريو بوليفي                                 |
| الناتج المحلي الإجمالي (بليون دولار)                      | 11.54 مليار                | 37.51 مليار                                      |
| الناتج المحلي الإجمالي (تعادل القوة الشرائية) بليون دولار | 25.41 مليار                | 74.58 مليار                                      |
| الناتج المحلي الإجمالي الاسمي للفرد دولار أمريكي          | 3.49 ألف                   | 3.08 ألف                                         |
| الناتج المحلي الإجمالي للفرد دولار أمريكي                 | 8.07 ألف                   | 6.63 ألف                                         |
| مؤشر التنمية البشرية                                      | 0.743                      | 0.662                                            |
| رمز المكالمات الدولي                                      | +374                       | +591                                             |
| رمز الإنترنت                                              | .am، .հայ ‏                 | .bo                                              |
| المنطقة الزمنية                                           | ت ع م+04:00، توقيت أرمينيا | 00                                               |

## منظمات دولية مشتركة
يشترك البلدان في عضوية مجموعة من المنظمات الدولية، منها:
| علم المنظمة | اسم المنظمة                        | تاريخ انضمام أرمينيا | تاريخ انضمام بوليفيا |
| ----------- | ---------------------------------- | -------------------- | -------------------- |
|             | الاتحاد البريدي العالمي            | ?                    | ?                    |
|             | مؤسسة التنمية الدولية              | 25 أغسطس 1993        | 21 يونيو 1961        |
|             | منظمة حظر الأسلحة الكيميائية       | ?                    | ?                    |
|             | منظمة التجارة العالمية             | 5 فبراير 2003        | 12 سبتمبر 1995       |
|             | الأمم المتحدة                      | 2 مارس 1992          | 14 نوفمبر 1945       |
|             | وكالة ضمان الاستثمار متعدد الأطراف | 5 ديسمبر 1995        | 3 أكتوبر 1991        |
|             | منظمة الشرطة الجنائية الدولية      | ?                    | ?                    |
|             | مؤسسة التمويل الدولية              | 18 أبريل 1995        | 20 يوليو 1956        |
|             | الاتحاد الدولي للاتصالات           | 30 يونيو 1992        | 1 يونيو 1907         |
|             | البنك الدولي للإنشاء والتعمير      | 16 سبتمبر 1992       | 27 ديسمبر 1945       |
|             | يونسكو                             | 9 يونيو 1992         | 13 نوفمبر 1946       |

## وصلات خارجية
- موقع وزارة الخارجية الأرمينية
- موقع وزارة الخارجية البوليفية